# Gare de Bléré - La Croix
Pour les articles homonymes, voir Gare de Croix.
La gare de Bléré - La Croix est une gare ferroviaire française de la ligne de Vierzon à Saint-Pierre-des-Corps, située sur le territoire de la commune de La Croix-en-Touraine, à proximité de Bléré, dans le département d'Indre-et-Loire, en région Centre-Val de Loire.
C'est une gare de la Société nationale des chemins de fer français (SNCF), desservie par des trains TER Centre-Val de Loire qui effectuent des missions entre Tours et Vierzon-Ville, Bourges, Nevers et Lyon-Perrache.

## Situation ferroviaire
Établie à 59 mètres d'altitude, la gare de Bléré - La Croix est située au point kilométrique (PK) 286,743 de la ligne de Vierzon à Saint-Pierre-des-Corps entre les gares ouvertes de Chenonceaux et de Saint-Martin-le-Beau. Elle dispose d'une voie de service pour le garage des trains en situation de terminus.

## Histoire
La gare est ouverte le 18 octobre 1869.

## Service des voyageurs

### Accueil
Gare SNCF, elle dispose d'un bâtiment voyageurs avec guichets ouverts tous les jours sauf les samedis, dimanches et fêtes. Elle est équipée d'automates pour l'achat des titres de transport.
Elle comprend une double voie de circulation ainsi qu'une voie de réception pour les origines terminus ; trois voies de service sont aussi utilisables en cas de besoin.

### Desserte
Bléré - La Croix est desservie par des trains du réseau TER Centre-Val de Loire (ligne Tours - Vierzon - Bourges).

### Intermodalité
Un parc à vélo et un parking pour les véhicules sont aménagés.